# توده جفت‌گیری

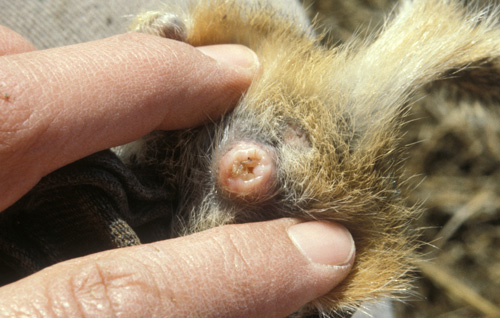
توده جفتگیری در سنجاب زمینی ریچاردسون ماده (Urocitellus richardsonii)

توده جفت‌گیری (به انگلیسی: Mating_plug)، همچنین به عنوان توده اسپرم، توده مهبلی یا اسفراگیس sphragis (به لاتین، از یونانی σφραγίς sphragis، "مهر")، ترشح توده ژلاتینی است که در جفت‌گیری برخی از گونه‌ها تولید می‌شود. این ماده توسط یک نر در دستگاه تناسلی ماده مانند واژن رسوب می‌کند و سپس در یک توده سخت می‌شود یا دستگاه را به هم می‌چسباند. در حالی که ماده‌ها می‌توانند پس از آن توده‌ها را بیرون برانند، اسپرم نر هنوز از مزیت زمانی برای رسیدن به تخمک برخوردار است، که اغلب عامل تعیین‌کننده در لقاح است.
توده جفت‌گیری نقش مهمی در رقابت اسپرم ایفا می‌کند و ممکن است به عنوان یک راهبرد جایگزین و سودمندتر برای محافظت فعال جفت عمل کند. در برخی از گونه‌ها، چنین راهبردی محافظت از جفت منفعل ممکن است انتخاب در اندازه نر بزرگ را کاهش دهد. چنین راهبردی ممکن است سودمند باشد، زیرا به یک نر اجازه می‌دهد تا با صرف زمان بیشتر برای تعقیب جفت‌های ماده جدید به جای نگهبانی فعال، موفقیت باروری را افزایش دهد.
توده‌های جفت‌گیری توسط بسیاری از گونه‌ها از جمله چندین نخستی، کانگورو، زنبور عسل ، [۷] خزندگان، ، جوندگان، عقرب، موش، و عنکبوت استفاده می‌شود.